# Шимабара
Шимабара је полуострво на западном делу острва Кјушу, источно од Нагасакија. На североисточној обали полуострва налази се град Шимабара, са 45.000 становника (2016). 

## Историја
У периоду шогуната Токугава (1600-1868) полуострво је припадало домену Шимабара, и после забране хришћанства (1614) било је једно од највећих упоришта скривених хришћана. Ту је 1637-1638. избила велика побуна локалних сељака, скривених хришћана и ронина, која је угушена у крви након 4 месеца тешких борби.
| ШимабараНагасаки Положај полуострва Шимабара на мапи Јапана. |  | ШимабараНагасакиКучиноцуКарацуХараОјаноКумамотоФукеХондоТомиокаУтоХирадоСунпу Полуострво Шимабара на мапи Кјушуа. |  |  |